# Rhamphomyia anfractuosa
Rhamphomyia anfractuosa är en tvåvingeart som beskrevs av Mario Bezzi 1904. Rhamphomyia anfractuosa ingår i släktet Rhamphomyia och familjen dansflugor. Inga underarter finns listade i Catalogue of Life.